# ARA Cabo San Antonio (Q-42)
El ARA Cabo San Antonio (Q-42) fue un buque de desembarco de tanques de la Armada Argentina. Fue puesto en gradas en 1967, botado en 1968 y entregado en 1971. Fue la nave de desembarco de la Operación Rosario en las Islas Malvinas (1982).

## Construcción
La construcción del buque se autorizó en 1966. Corrió a cargo de Astilleros y Fábricas Navales del Estado, que la inició en 1967 y terminó en 1971 botándose al agua en 1968. El diseño se basó en el buque de la Armada de los Estados Unidos USS Suffolk County.
El Cabo San Antonio desplazaba 4300 toneladas y hasta 8000 toneladas a plena carga. Tenía una eslora de 135,6 metros, una manga de 18,9 metros y un calado de 5 metros. Era impulsado por motores diésel de 13 700 caballos de fuerza de vapor, que le permitían desarrollar una velocidad de 16 nudos. Su armamento consistía en doce cañones de calibre 40 mm.

## Historia de servicio
El 26 de marzo de 1982 la Junta Militar ordenó iniciar la Operación Azul fijando el día D en el 1 de abril siguiente.
El 28 de marzo el Cabo San Antonio zarpó integrando la Fuerza de Tareas 40. Cargó la Fuerza de Desembarco, integrada por efectivos de la Infantería de Marina y del Ejército Argentino.